# Olympische Winterspiele 1994/Teilnehmer (Schweiz)
| Gelbes Symbol für Goldmedaillen mit stilisierten Olympischen Ringen | Graues Symbol für Silbermedaillen mit stilisierten Olympischen Ringen | Braundes Symbol für Bronzemedaillen mit stilisierten Olympischen Ringen |
| ------------------------------------------------------------------- | --------------------------------------------------------------------- | ----------------------------------------------------------------------- |
| 3                                                                   | 4                                                                     | 2                                                                       |

Die Schweiz nahm an den Olympischen Winterspielen 1994 im norwegischen Lillehammer mit einer Delegation von 59 Athleten teil.

## Fahnenträger
Der Bobfahrer Gustav Weder trug die Fahne der Schweiz während der Eröffnungsfeier im Skisprungstadion. Bei der Schlussfeier wurde sie vom Freestyle-Skier Andreas «Sonny» Schönbächler getragen.

## Medaillen

### Medaillenspiegel
| Rang   | Sportart              | Gold | Silber | Bronze | Gesamt |
| ------ | --------------------- | ---- | ------ | ------ | ------ |
| 1      | Ski Alpin             | 1    | 2      | 1      | 4      |
| 2      | Bobsport              | 1    | 2      | –      | 3      |
| 3      | Freestyle-Skiing      | 1    | –      | –      | 1      |
| 4      | Nordische Kombination | –    | –      | 1      | 1      |
| Gesamt | Gesamt                | 3    | 4      | 2      | 9      |

### Medaillengewinner
| Name/n                                                 | Sportart              | Wettkampf          |
| ------------------------------------------------------ | --------------------- | ------------------ |
| Gold                                                   |                       |                    |
| Gustav Weder Donat Acklin                              | Bobsport              | Zweierbob          |
| Andreas Schönbächler                                   | Freestyle-Skiing      | Aerials            |
| Vreni Schneider                                        | Ski Alpin             | Slalom             |
| Silber                                                 |                       |                    |
| Reto Götschi Guido Acklin                              | Bobsport              | Zweierbob          |
| Gustav Weder Donat Acklin Kurt Meier Domenico Semeraro | Bobsport              | Viererbob          |
| Vreni Schneider                                        | Ski Alpin             | Alpine Kombination |
| Urs Kälin                                              | Ski Alpin             | Riesenslalom       |
| Bronze                                                 |                       |                    |
| Jean-Yves Cuendet Andreas Schaad Hippolyt Kempf        | Nordische Kombination | Mannschaft         |
| Vreni Schneider                                        | Ski Alpin             | Riesenslalom       |

## Teilnehmer nach Sportarten

### Biathlon
| Athleten          | Wettbewerbe  | Zeit        | Fehler      | Rang |
| ----------------- | ------------ | ----------- | ----------- | ---- |
| Männer            |              |             |             |      |
| Jean-Marc Chabloz | 10 km Sprint | 32:35,6 min | 3 (2+1)     | 60   |
| Jean-Marc Chabloz | 20 km Einzel | 1:02:27,9 h | 4 (0+0+2+2) | 45   |
| Daniel Hediger    | 10 km Sprint | 33:05,6 min | 8 (4+4)     | 63   |
| Hanspeter Knobel  | 20 km Einzel | 1:01:42,8 h | 1 (0+1+0+0) | 33   |

### Bob
| Athleten                                                        | Wettbewerb | Lauf 1  | Lauf 1 | Lauf 2  | Lauf 2 | Lauf 3  | Lauf 3 | Lauf 4  | Lauf 4 | Gesamt      | Gesamt |
| Athleten                                                        | Wettbewerb | Zeit    | Rang   | Zeit    | Rang   | Zeit    | Rang   | Zeit    | Rang   | Zeit        | Rang   |
| --------------------------------------------------------------- | ---------- | ------- | ------ | ------- | ------ | ------- | ------ | ------- | ------ | ----------- | ------ |
| Männer                                                          |            |         |        |         |        |         |        |         |        |             |        |
| Reto Götschi Guido Acklin                                       | Zweierbob  | 52,38 s | 2      | 52,76 s | 1      | 52,79 s | 4      | 52,93 s | 2      | 3:30,86 min | Silber |
| Gustav Weder Donat Acklin                                       | Zweierbob  | 52,33 s | 1      | 52,91 s | 3      | 52,72 s | 2      | 52,85 s | 1      | 3:30,81 min | Gold   |
| Christian Meili René Schmidheiny Gerold Löffler Christian Reich | Viererbob  | 51,98 s | 7      | 52,16 s | 5      | 52,58 s | 15     | 52,61 s | 14     | 3:29,33 min | 7      |
| Gustav Weder Donat Acklin Kurt Meier Domenico Semeraro          | Viererbob  | 51,80 s | 4      | 51,87 s | 1      | 52,04 s | 1      | 52,13 s | 1      | 3:27,84 min | Silber |

### Eiskunstlauf
| Athleten       | Wettbewerbe | Pflichttanz 1 | Pflichttanz 1 | Pflichttanz 2 | Pflichttanz 2 | Originaltanz | Originaltanz | Kurzprogramm | Kurzprogramm | Kür/Kürtanz | Kür/Kürtanz | Gesamt    | Gesamt |
| Athleten       | Wettbewerbe | Bewertung     | Rang          | Bewertung     | Rang          | Bewertung    | Rang         | Bewertung    | Rang         | Bewertung   | Rang        | Bewertung | Rang   |
| -------------- | ----------- | ------------- | ------------- | ------------- | ------------- | ------------ | ------------ | ------------ | ------------ | ----------- | ----------- | --------- | ------ |
| Frauen         |             |               |               |               |               |              |              |              |              |             |             |           |        |
| Nathalie Krieg | Einzel      | —             | —             | —             | —             | —            | —            | 7,5          | 15           | 17,0        | 17          | 24,5      | 16     |

### Eisschnelllauf
| Athleten            | Wettbewerbe | Zeit        | Rang |
| ------------------- | ----------- | ----------- | ---- |
| Männer              |             |             |      |
| Martin Feigenwinter | 5000 m      | 7:02,12 min | 28   |

### Freestyle-Skiing
| Athleten             | Wettbewerbe | Qualifikation | Qualifikation | Finale        | Finale        | Rang |
| Athleten             | Wettbewerbe | Punkte        | Rang          | Punkte        | Rang          | Rang |
| -------------------- | ----------- | ------------- | ------------- | ------------- | ------------- | ---- |
| Frauen               |             |               |               |               |               |      |
| Colette Brand        | Aerials     | 140,42        | 15            | ausgeschieden | ausgeschieden | 15   |
| Maja Schmid          | Aerials     | 149,08        | 7             | 156,90        | 4             | 4    |
| Sandrine Vaucher     | Buckelpiste | 21,99         | 18            | ausgeschieden | ausgeschieden | 18   |
| Männer               |             |               |               |               |               |      |
| Jürg Biner           | Buckelpiste | 24,30         | 17            | ausgeschieden | ausgeschieden | 17   |
| Herbert Kolly        | Aerials     | 129,10        | 22            | ausgeschieden | ausgeschieden | 22   |
| Andreas Schönbächler | Aerials     | 196,53        | 10            | 234,67        | 1             | Gold |

### Nordische Kombination
| Athleten                                        | Wettbewerb                        | Skispringen | Skispringen | Langlauf    | Langlauf | Zeit        | Rang   |
| Athleten                                        | Wettbewerb                        | Punkte      | Rang        | Zeit        | Rang     | Zeit        | Rang   |
| ----------------------------------------------- | --------------------------------- | ----------- | ----------- | ----------- | -------- | ----------- | ------ |
| Männer                                          |                                   |             |             |             |          |             |        |
| Jean-Yves Cuendet                               | Gundersen-Wettkampf Normalschanze | 222,0       | 7           | 40:17,5 min | 20       | 43:03,5 min | 7      |
| Hippolyt Kempf                                  | Gundersen-Wettkampf Normalschanze | 216,5       | 9           | 39:30,2 min | 10       | 42:53,2 min | 6      |
| Andreas Schaad                                  | Gundersen-Wettkampf Normalschanze | 198,0       | 20          | 39:38,1 min | 14       | 45:04,1 min | 15     |
| Markus Wüst                                     | Gundersen-Wettkampf Normalschanze | 167,5       | 46          | 43:36,7 min | 49       | 52:26,7 min | 46     |
| Jean-Yves Cuendet Andreas Schaad Hippolyt Kempf | Teamwettbewerb                    | 643,5       | 3           | 1:23:09,9 h | 4        | 1:30:39,9 h | Bronze |

### Rodeln
| Athlet     | Wettbewerb | Lauf 1   | Lauf 1 | Lauf 2   | Lauf 2 | Lauf 3   | Lauf 3 | Lauf 4   | Lauf 4 | Gesamt       | Gesamt |
| Athlet     | Wettbewerb | Zeit     | Rang   | Zeit     | Rang   | Zeit     | Rang   | Zeit     | Rang   | Zeit         | Rang   |
| ---------- | ---------- | -------- | ------ | -------- | ------ | -------- | ------ | -------- | ------ | ------------ | ------ |
| Männer     |            |          |        |          |        |          |        |          |        |              |        |
| Reto Gilly | Einsitzer  | 52,470 s | 31     | 52,555 s | 29     | 52,696 s | 30     | 52,436 s | 28     | 3:30,427 min | 29     |

### Ski alpin
| Athleten               | Wettbewerbe        | 1. Lauf     | 1. Lauf | 2. Lauf     | 2. Lauf | Gesamt      | Gesamt |
| Athleten               | Wettbewerbe        | Zeit        | Rang    | Zeit        | Rang    | Zeit        | Rang   |
| ---------------------- | ------------------ | ----------- | ------- | ----------- | ------- | ----------- | ------ |
| Frauen                 |                    |             |         |             |         |             |        |
| Martina Accola         | Slalom             | 1:00,45 min | 10      | 59,58 s     | 20      | 2:00,03 min | 17     |
| Chantal Bournissen     | Super-G            | —           | —       | —           | —       | DNF         | DNF    |
| Corinne Rey-Bellet     | Riesenslalom       | 1:21,71 min | 8       | DNF         | DNF     | DNF         | DNF    |
| Karin Roten            | Riesenslalom       | 1:23,22 min | 20      | 1:13,33 min | 14      | 2:36,55 min | 16     |
| Vreni Schneider        | Abfahrt            | —           | —       | —           | —       | 1:39,35 min | 33     |
| Vreni Schneider        | Alpine Kombination | 1:28,91 min | 7       | 1:36,38 min | 1       | 3:05,29 min | Silber |
| Vreni Schneider        | Riesenslalom       | 1:21,29 min | 4       | 1:11,68 min | 3       | 2:32,97 min | Bronze |
| Vreni Schneider        | Slalom             | 59,68 s     | 5       | 56,33 s     | 1       | 1:56,01 min | Gold   |
| Christine von Grünigen | Slalom             | 1:00,76 min | 11      | 57,10 s     | 3       | 1:57,86 min | 6      |
| Heidi Zeller-Bähler    | Abfahrt            | —           | —       | —           | —       | 1:38,78 min | 28     |
| Heidi Zeller-Bähler    | Riesenslalom       | 1:23,14 min | 19      | 1:12,00 min | 6       | 2:35,14 min | 9      |
| Heidi Zeller-Bähler    | Super-G            | —           | —       | —           | —       | 1:23,53 min | 16     |
| Gabi Zingre            | Slalom             | 59,62 s     | 4       | 58,18 s     | 13      | 1:57,80 min | 5      |
| Heidi Zurbriggen       | Abfahrt            | —           | —       | —           | —       | 1:38,46 min | 22     |
| Heidi Zurbriggen       | Super-G            | —           | —       | —           | —       | DNF         | DNF    |
| Männer                 |                    |             |         |             |         |             |        |
| Paul Accola            | Alpine Kombination | 1:39,41 min | 24      | 1:40,03 min | 3       | 3:19,44 min | 6      |
| Paul Accola            | Riesenslalom       | 1:30,21 min | 19      | 1:24,75 min | 16      | 2:54,96 min | 19     |
| Paul Accola            | Slalom             | 1:04,45 min | 24      | 1:03,11 min | 17      | 2:07,56 min | 17     |
| Paul Accola            | Super-G            | —           | —       | —           | —       | 1:34,37 min | 14     |
| William Besse          | Abfahrt            | —           | —       | —           | —       | 1:46,76 min | 16     |
| William Besse          | Super-G            | —           | —       | —           | —       | DNF         | DNF    |
| Franco Cavegn          | Abfahrt            | —           | —       | —           | —       | 1:47,15 min | 23     |
| Marco Hangl            | Super-G            | —           | —       | —           | —       | 1:33,75 min | 10     |
| Franz Heinzer          | Abfahrt            | —           | —       | —           | —       | DNF         | DNF    |
| Urs Kälin              | Riesenslalom       | 1:28,70 min | 2       | 1:23,78 min | 4       | 2:52,48 min | Silber |
| Steve Locher           | Alpine Kombination | 1:39,34 min | 23      | 1:41,87 min | 12      | 3:21,21 min | 12     |
| Steve Locher           | Riesenslalom       | DNF         | DNF     | DNF         | DNF     | DNF         | DNF    |
| Daniel Mahrer          | Abfahrt            | —           | —       | —           | —       | 1:46,55 min | 14     |
| Daniel Mahrer          | Super-G            | —           | —       | —           | —       | DNF         | DNF    |
| Patrick Staub          | Slalom             | 1:02,46 min | 6       | 1:01,73 min | 9       | 2:04,19 min | 9      |
| Marcel Sulliger        | Alpine Kombination | 1:39,30 min | 22      | 1:44,70 min | 21      | 3:24,00 min | 17     |
| Michael von Grünigen   | Riesenslalom       | DNF         | DNF     | DNF         | DNF     | DNF         | DNF    |
| Michael von Grünigen   | Slalom             | 1:03,94 min | 21      | 1:01,94 min | 11      | 2:05,88 min | 15     |
| Andrea Zinsli          | Slalom             | 1:02,87 min | 13      | 1:02,07 min | 13      | 2:04,94 min | 11     |

### Skilanglauf
| Athleten                                                         | Wettbewerbe       | Zeit        | Rang |
| ---------------------------------------------------------------- | ----------------- | ----------- | ---- |
| Frauen                                                           |                   |             |      |
| Brigitte Albrecht                                                | 15 km Freistil    | 46:11,9 min | 38   |
| Brigitte Albrecht                                                | 30 km klassisch   | 1:34:55,3 h | 37   |
| Jasmin Baumann                                                   | 5 km klassisch    | 17:00,3 min | 60   |
| Jasmin Baumann                                                   | 10 km Verfolgung  | 35:01,2 min | 51   |
| Sylvia Honegger                                                  | 5 km klassisch    | 15:21,7 min | 20   |
| Sylvia Honegger                                                  | 10 km Verfolgung  | 29:30,9 min | 11   |
| Sylvia Honegger                                                  | 15 km Freistil    | 44:41,9 min | 21   |
| Sylvia Honegger                                                  | 30 km klassisch   | 1:31:11,6 h | 19   |
| Barbara Mettler                                                  | 5 km klassisch    | 15:59,6 min | 37   |
| Barbara Mettler                                                  | 10 km Verfolgung  | 31:08,3 min | 23   |
| Barbara Mettler                                                  | 15 km Freistil    | 45:26,9 min | 30   |
| Barbara Mettler                                                  | 30 km klassisch   | 1:36:40,8 h | 41   |
| Silke Schwager                                                   | 5 km klassisch    | 16:11,2 min | 42   |
| Silke Schwager                                                   | 10 km Verfolgung  | 33:10,1 min | 39   |
| Silke Schwager                                                   | 30 km klassisch   | 1:34:07,4 h | 33   |
| Sylvia Honegger Silke Schwager Barbara Mettler Brigitte Albrecht | 4 × 5 km-Staffel  | 1:00:05,1 h | 5    |
| Männer                                                           |                   |             |      |
| Wilhelm Aschwanden                                               | 10 km klassisch   | 27:27,2 min | 60   |
| Wilhelm Aschwanden                                               | 15 km Verfolgung  | 43:57,4 min | 56   |
| Jürg Capol                                                       | 30 km Freistil    | 1:22:59,9 h | 49   |
| Jürg Capol                                                       | 50 km klassisch   | 2:21:48,3 h | 44   |
| Hans Diethelm                                                    | 10 km klassisch   | 27:03,1 min | 46   |
| Hans Diethelm                                                    | 15 km Verfolgung  | 41:12,4 min | 30   |
| Hans Diethelm                                                    | 50 km klassisch   | 2:21:01,8 h | 41   |
| Giachem Guidon                                                   | 10 km klassisch   | 27:09,1 min | 48   |
| Giachem Guidon                                                   | 30 km Freistil    | 1:22:21,0 h | 46   |
| Giachem Guidon                                                   | 50 km klassisch   | DNF         | DNF  |
| Jeremias Wigger                                                  | 10 km klassisch   | 25:55,4 min | 21   |
| Jeremias Wigger                                                  | 15 km Verfolgung  | 38:47,9 min | 13   |
| Jeremias Wigger                                                  | 50 km klassisch   | 2:13:40,2 h | 16   |
| Jeremias Wigger Hans Diethelm Jürg Capol Giachem Guidon          | 4 × 10 km-Staffel | 1:47:12,2 h | 7    |

### Skispringen
| Athleten         | Wettbewerb    | 1. Durchgang | 1. Durchgang | 1. Durchgang | 2. Durchgang | 2. Durchgang | 2. Durchgang | Gesamt | Gesamt |
| Athleten         | Wettbewerb    | Weite        | Punkte       | Rang         | Weite        | Punkte       | Rang         | Punkte | Rang   |
| ---------------- | ------------- | ------------ | ------------ | ------------ | ------------ | ------------ | ------------ | ------ | ------ |
| Männer           |               |              |              |              |              |              |              |        |        |
| Sylvain Freiholz | Normalschanze | 94,0 m       | 121,5        | 13           | 79,5 m       | 91,5         | 35           | 213,0  | 25     |
| Sylvain Freiholz | Großschanze   | 97,0 m       | 72,6         | 31           | 91,5 m       | 61,7         | 38           | 134,3  | 36     |
| Martin Trunz     | Normalschanze | 88,5 m       | 112,5        | 24           | 68,5 m       | 62,5         | 51           | 175,0  | 40     |
| Martin Trunz     | Großschanze   | 77,0 m       | 27,6         | 53           | 89,0 m       | 56,7         | 42           | 84,3   | 51     |